# Bollendorf
Bollendorf es un municipio localizado en el oeste de Alemania, dentro del estado federado de Renania Palatinado. Está situado al noroeste de Tréveris, en la región natural de Eifel y en una posición fronteriza con Luxemburgo.

## Historia

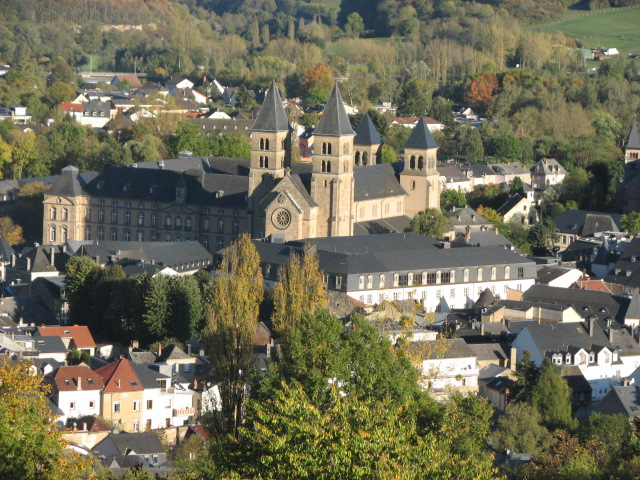
Abadía de Echternach, situada a 7 km de Bollendorf, ya en la actual Luxemburgo. El municipio perteneció a su territorio hasta la invasión francesa de 1794.

Se estima que el término de Bollendorf ya estaba habitado en tiempos prehistóricos. Previamente a la conquista romana, en la zona vivía la tribu celta de los tréveros y tras la conquista, el área donde situaba Bollendorf se articuló en torno a un puesto fortificado situado en Echternach. Junto al actual casco urbano se erigió una villa romana cuyos restos se pueden contemplar hoy en día y que ha quedado como modelo arqueológico de un tipo de villa reducida.
Tras la caída del imperio romano, la región quedó bajo el dominio de los francos. A finales del siglo VII se inició la misión anglosajona con el objetivo de extender el cristianismo en los territorios junto al bajo Rin. En el marco de esta misión, Willibrord de Utrecht fundó en Echternach su conocida abadía situada a 7 km de la actual Bollendorf. Esta institución fue apoyada líderes francos mediante donaciones. Así, entre los años 715 y 718 recibió las tierras y la villa de Bollendorf cuya historia quedaría unida a la de la abadía hasta la Edad Contemporánea. Debido a sus favorables condiciones, Bollendorf fue utilizado como residencia de verano por el abad.
Durante las edades Media y Moderna el territorio fue una abadía Imperial sujeta directamente al emperador. Tras la revolución francesa, las tropas de este país invadieron el territorio para fijar su frontera en el río Rin y esta institución religiosa quedó disuelta. Tras la derrota napoleónica, el congreso de Viena fijó en el río Sûre la frontera. La parte oeste, donde se situaba la abadía, quedó para Luxemburgo y el este del río —donde estaba Bollendorf— para Prusia con lo que acabó integrado finalmente en Alemania.

## Geografía

Situación de Bollendorf dentro del distrito de Bitburg-Prüm.

### Localización
El municipio de Bollendorf se sitúa en el oeste de Renania-Palatinado, junto a la frontera con Luxemburgo. Tiene los siguientes límites:
| Noroeste: Wallendorf | Norte: Nusbaum  | Noreste: Ferschweiler       |
| Oeste: Luxemburgo    |                 | Este: Ferschweiler y Ernzen |
| Suroeste: Luxemburgo | Sur: Luxemburgo | Sureste: Echternacherbrück  |

### Características del territorio

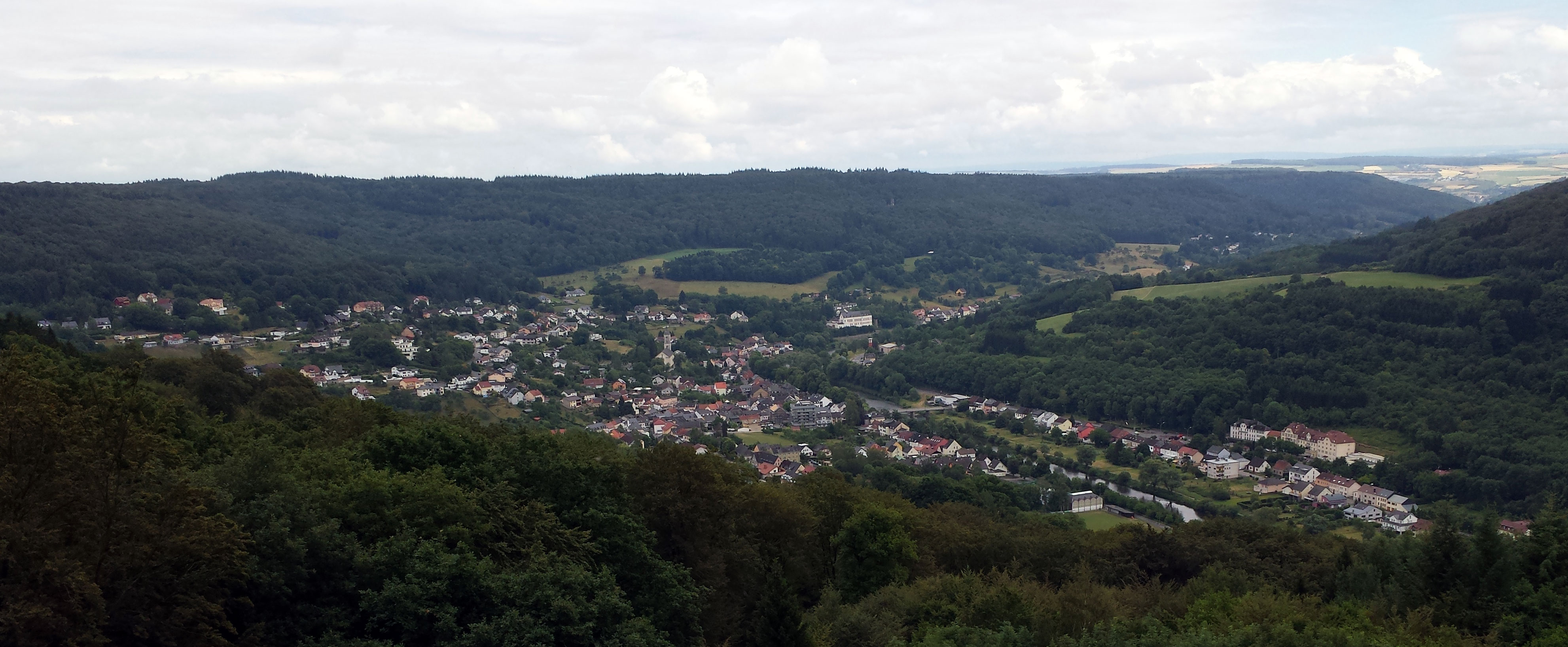
Panorama de Bollendorf.

El término municipal de Bollendorf abarca una superficie de 1315 ha. El casco urbano, en sí, ocupa unas 130 ha y se sitúa a una altitud aproximada de entre 210 y 290 m s. n. m. en ladera junto al río Sûre. El área cultivada y de pastos se compone de 259 ha (20 %). Las áreas boscosas abarcan 919 ha (70 %) y suponen la mayor parte del término. Las sumergidas por el agua unas residuales 3 ha (0 %).
Su territorio es atravesado por el arroyo Kranzbach que desemboca en el río Sûre, el cual hace de límite del término al oeste y al sur.
La localidad está situada en la región natural de Eifel donde, debido a su altitud, rige un clima continental dentro del área de clima oceánico del noroeste de Europa. Está caracterizado por una mayor oscilación térmica anual así como nieves y heladas durante el invierno. Los valores climáticos medios de la estación meteorológica de Tréveris situada a 32 km son los siguientes:
| Parámetros climáticos promedio de la estación de Tréveris  | Parámetros climáticos promedio de la estación de Tréveris | Parámetros climáticos promedio de la estación de Tréveris | Parámetros climáticos promedio de la estación de Tréveris | Parámetros climáticos promedio de la estación de Tréveris | Parámetros climáticos promedio de la estación de Tréveris | Parámetros climáticos promedio de la estación de Tréveris | Parámetros climáticos promedio de la estación de Tréveris | Parámetros climáticos promedio de la estación de Tréveris | Parámetros climáticos promedio de la estación de Tréveris | Parámetros climáticos promedio de la estación de Tréveris | Parámetros climáticos promedio de la estación de Tréveris | Parámetros climáticos promedio de la estación de Tréveris | Parámetros climáticos promedio de la estación de Tréveris |
| Mes                                                        | Ene.                                                      | Feb.                                                      | Mar.                                                      | Abr.                                                      | May.                                                      | Jun.                                                      | Jul.                                                      | Ago.                                                      | Sep.                                                      | Oct.                                                      | Nov.                                                      | Dic.                                                      | Anual                                                     |
| ---------------------------------------------------------- | --------------------------------------------------------- | --------------------------------------------------------- | --------------------------------------------------------- | --------------------------------------------------------- | --------------------------------------------------------- | --------------------------------------------------------- | --------------------------------------------------------- | --------------------------------------------------------- | --------------------------------------------------------- | --------------------------------------------------------- | --------------------------------------------------------- | --------------------------------------------------------- | --------------------------------------------------------- |
| Temp. máx. media (°C)                                      | 3.1                                                       | 5.1                                                       | 9.1                                                       | 13.4                                                      | 18.1                                                      | 21.2                                                      | 23.3                                                      | 22.9                                                      | 19.5                                                      | 14.1                                                      | 7.4                                                       | 4                                                         | 13.4                                                      |
| Temp. mín. media (°C)                                      | −1.4                                                      | −0.9                                                      | −1.4                                                      | 4                                                         | 7.8                                                       | 10.9                                                      | 12.5                                                      | 12.3                                                      | 9.7                                                       | 6.4                                                       | 2.2                                                       | -0.4                                                      | 5.4                                                       |
| Lluvias (mm)                                               | 60                                                        | 55                                                        | 64                                                        | 53                                                        | 68                                                        | 73                                                        | 70                                                        | 71                                                        | 59                                                        | 65                                                        | 74                                                        | 74                                                        | 786                                                       |
| Días de lluvias (≥ 1.0 mm)                                 | 17                                                        | 14                                                        | 12                                                        | 13                                                        | 12                                                        | 13                                                        | 13                                                        | 13                                                        | 12                                                        | 14                                                        | 15                                                        | 15                                                        | 163                                                       |
| Fuente: Wetterkontor (valores para el periodo 1961 a 1990) |                                                           |                                                           |                                                           |                                                           |                                                           |                                                           |                                                           |                                                           |                                                           |                                                           |                                                           |                                                           |                                                           |

### Comunicaciones
Por el término de Bollendorf no pasa ninguna carretera federal (Bundesstraße) La principal vía es la carretera regional (Landesstraße) L1, la cual discurre cercana a la frontera germano-luxemburgesa desde Roth bei Prüm hasta Echternacherbrück, punto donde permite continuar hasta Tréveris o hasta la ciudad de Luxemburgo. Desde el casco urbano, la L3 le permite el acceso por el norte a las poblaciones de Nusbaum y Mettendorf.
Al este del término municipal y marcando su límite, discurre la carretera comarcal (Kreisstraße) K19 que parte de la citada L1 y llega a Ferschweiler y Holsthum.
No tiene comunicación por tren y las estaciones más accesibles se sitúan en Ettelbruck (Luxemburgo) a 28 km y en Tréveris a 32 km.
El municipio entra dentro del ámbito del transporte público de la región de Tréveris. Una línea de autobús, la 441 que parte desde Körperich, conecta la localidad con Tréveris y poblaciones intermedias. Las líneas 442 y 443 permiten viajar a los pueblos vecinos situados al sur y al este.
Los aeropuertos más cercanos son los de Luxemburgo a unos 38 km y Fráncfort-Hahn a unos 95 km.

## Demografía

### Hábitat humano
A 31 de diciembre de 2015 vivían 1668 individuos en el municipio. La evolución de la población ha experimentado un leve pero constante aumento desde 1961 que la llevó desde 1138 habitantes en ese año a 1668 en 2015. En 2015, 175 nuevas personas fijaron su residencia en Bollendorf mientras que 148 partieron de la localidad para vivir en otros lugares. Esto supuso un saldo migratorio positivo de 27 individuos. Su densidad de población se sitúa en 127 habitantes por km², inferior a la que se da en Renania-Palatinado donde viven 204 personas por km².
El casco urbano de la localidad se compone principalmente de viviendas unifamiliares (77 %) u ocupadas por dos hogares (13 %). Las edificaciones que albergan más de tres viviendas son escasas, un 10 % aunque suponen un 29 % de los hogares.

### Características sociales
| Hombres | Edad     | Mujeres |
| ------- | -------- | ------- |
| 4,55    | 75 y más | 5,48    |
| 5,04    | 65-75    | 5,42    |
| 8,03    | 55-65    | 7,97    |
| 8,34    | 45-55    | 9,22    |
| 7,78    | 35-45    | 5,73    |
| 7,16    | 25-35    | 4,79    |
| 5,23    | 15-25    | 4,79    |
| 5,60    | 0-15     | 4,86    |

En 2015, de los 1668 habitantes, 885 eran hombres y 783 mujeres. Un 29 % eran extranjeros, porcentaje superior al 10 % que se daba a nivel regional y al 9 % para el total de Alemania.
Dentro del ámbito religioso, según el censo de 2011, un 87 % de los habitantes se declaraban cristianos (81 % católicos y 6 % evangélicos) mientras que un 13 % profesaban otras religiones o no seguían ninguna. El porcentaje de cristianos era superior al total regional, que se sitúa en un 77 % (45 % católicos y 32 % evangélicos) y al nacional, donde se censaba un 59 % (30 % católicos y 29 % evangélicos).
Según el mismo censo de 2011, las familias con hijos representaban el 26 %, menos que el total regional del 56 %. Las familias monoparentales eran el 6 %. A nivel regional, este tipo de familia suponía el 12 %.

### Asociaciones
Los habitantes de Bollendorf cuentan con algunas asociaciones. Aparte de un cuerpo de  bomberos voluntarios y un club de fútbol, han formado un club de pesca; un grupo local de la Cruz Roja; un grupo local del Club de Eifel (Eifelverein); un grupo organizador de fiestas; un grupo de apoyo a la escuela local; un grupo de scouts; una comunidad de mujeres; un grupo de deportes con perro; una comparsa de carnaval; un coro para la iglesia; una asociación cultural; un club motociclista; una filarmónica; un club de tenis así como una agrupación para promover la asociación entre Bollendorf y la localidad francesa de Ascain.

## Administración

### Estructura
El municipio está regido por un consejo de dieciséis miembros dirigido por el alcalde. En el ejercicio de 2014 tuvo unos ingresos totales de 1 387 000 euros y unos gastos 2 058 000 euros. Al final de ese ejercicio mantenía una deuda de 1 261 000 euros.
Junto a otros sesenta y seis municipios vecinos forman la mancomunidad Verbandsgemeinde Südeifel, con sede en Neuerburg, que asume un buen número de responsabilidades tales como: funcionamiento de los centros escolares; protección antiincendios; construcción y funcionamiento de centros deportivos; abastecimiento de agua potable y ordenamiento urbanístico. Igualmente se responsabiliza de la gestión de competencias estatales como la emisión de documentos de identidad o la ordenanza en las carreteras. La mancomunidad tiene una caja propia que se nutre con las aportaciones de los municipios que la integran.
Judicialmente se encuentra dentro de los siguientes ámbitos : local o  Amtsgericht de Bitburgo, el regional o Landgericht de Tréveris y el regional superior o Oberlandesgericht de Coblenza.

### Política
| Resultados electorales en el municipio de Bollendorf (datos en %) |               |      |      |     |     |       |       |       |
| Elecciones                                                        | participación | SPD  | CDU  | AfD | FDP | Grüne | Linke | otros |
| Federales 2013                                                    | 70,2          | 24,5 | 51,1 | 3,9 | 5,1 | 7,1   | 4,1   | 4,2   |
| Europeas 2014                                                     | 58,1          | 28,6 | 52,3 | 3,4 | 1,2 | 7,6   | 2,2   | 4,7   |
| Regionales 2016                                                   | 72,8          | 37,5 | 40,3 | 8,2 | 5,5 | 5,3   | 1,1   | 2,1   |

En cuanto a simpatías políticas, estas no muestran variación dependiendo del tipo de elecciones ya que el partido más votado es la CDU (Unión Demócrata Cristiana).
Para las elecciones municipales, en Renania-Palatinado rige un sistema de elección con listas abiertas por el cual los electores dan su voto a individuos particulares independientemente del partido al que pertenezcan.

## Infraestructuras

### Sanidad
En el municipio existe una farmacia. También tienen consulta abierta tres médicos de medicina general; uno de medicina interna; un dentista. una psicóloga, una podóloga y un fisioterapeuta.
La localidad dispone de un centro de salud y existe otro en Mettendorf a 13 km. Los hospitales más cercanos se sitúan  en Bitburgo (28 km) y Tréveris (32 km). En esta última ciudad, existe una amplia variedad de centros sanitarios.
Para el cuidado a domicilio de ancianos y enfermos existe una empresa privada junto a la localidad pero situada al otro lado del río, ya en territorio de Luxemburgo. También hay servicios de este tipo en Mettendorf;  una delegación de Cáritas en Bitburgo y delegaciones de la Cruz Roja tanto en la propia localidad como en Bitburgo.
En Bitburgo también existe un centro pediátrico que atiende a niños con problemas físicos y psíquicos.

### Educación
Bollendorf cuenta con guardería y escuela infantil católica donde también acuden niños de localidades vecinas. También dispone de centro de educación primaria. La secundaria, sin embargo, tiene que ser seguida en una escuela situada a 13 km en Irrel o a 22 km en Neuerburg, cabeza de la mancomunidad. Con el bachillerato sucede lo mismo, se imparte en dos centros situados en Bitburgo.

### Deporte
El municipio cuenta con campo de fútbol donde entrena y juega el equipo local: SV Bollendorf fundado  en 1920. Este club deportivo cuenta además con secciones de tenis de mesa, aerobic y kárate.
Existe una piscina abierta y un hotel del municipio tiene otra cubierta que puede ser usada por personas que no están alojadas en él. Para los deportes acuáticos, hay dos puntos de alquiler de canoas. También la pesca puede ser practicada en el río durante su recorrido por el término municipal. El senderismo y el ciclismo se pueden practicar en un buen número de rutas que discurren por el término, tanto locales como de larga distancia.

### Protección

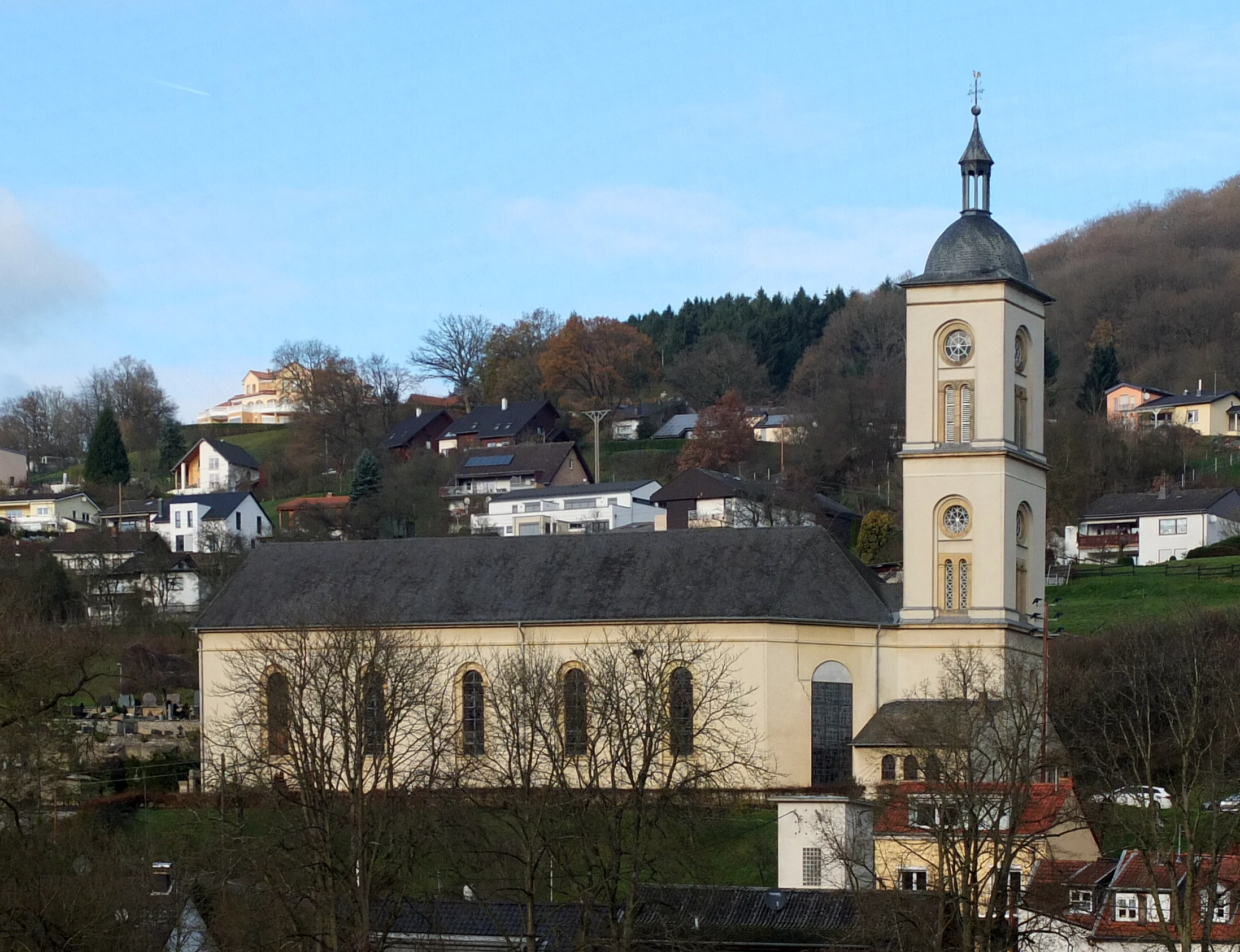
Iglesisa católica de St. Michael.

La localidad no cuenta con comisaría de policía y depende de la situada a 28 km en Bitburgo que, a su vez, depende de la dirección de policía de Wittlich.
Para el servicio de protección antiincendios, Bollendorf cuenta con su propia agrupación de bomberos compartida con el vecino municipio luxemburgués de Berdorf que atiende al municipio y ayuda en las localidades vecinas. También dispone de una agrupación juvenil donde se ejercitan los futuros miembros. Su parque de vehículos incluye un dron para detectar focos de incendios forestales.

### Religión
En el ámbito religioso, respecto a la confesión católica, la localidad cuenta con la iglesia de St. Michael que está incluida dentro de la diócesis del obispado de Tréveris y forma una comunidad con las de varios municipios vecinos y con sede en Irrel.
Para la confesión evangélica, se integra en la «Iglesia Evangélica de Renania» dentro de su distrito de Tréveris. Dispone de templo propio y dependen de la comunidad de Bitburg.

## Economía

### Actividades
En el municipio existen 6 explotaciones agropecuarias que disponen, de media, de 34 ha cada una. La cabaña ganadera se compone de 287 cabezas de ganado bovino.
Dentro del sector secundario, funciona una empresa de construcción en madera, una empresa cárnica así como una panadería y pastelería.
En el sector terciario hay un buen número de pequeñas empresas: gasolinera con tienda; floristería; boutique; academia de informática; electricista; carnicería; cuatro peluquerías; comerciante de bebidas; gestoría, centro de estética, dos oficinas bancarias, dos empresas de pinturas, óptica, empresa instaladora de calefacción y fontanería así como una agencia de publicidad. Mención aparte merecen los establecimientos de hostelería de las cuales se informa en el apartado de infraestructura turística.

### Trabajo
| Lugar de trabajo de los habitantes del municipio de Bollendorf (2011) | Personas | %     |
| --------------------------------------------------------------------- | -------- | ----- |
| Habitantes que trabajan en la misma localidad                         | 255      | 56 %  |
| Habitantes que trabajan otras localidades                             | 159      | 39 %  |
| Habitantes en situación de desempleo                                  | 20       | 5 %   |
| Total población activa                                                | 404      | 100 % |
|                                                                       |          |       |
| Ocupación de los puestos de trabajo en Bollendorf (2011)              | Puestos  | %     |
| Puestos ocupados por personas que viven en la localidad               | 255      | 62 %  |
| Puestos ocupados por personas que viven en otras localidades          | 138      | 38 %  |
| Total puestos de trabajo                                              | 363      | 100 % |

Habitualmente, 138 personas vienen a trabajar diariamente al pueblo mientras 159 parten de la población para ejercer sus actividades en otros lugares.
La población activa de Bollendorf la componen 404 personas de las que un 39 % desarrollan su trabajo fuera de la localidad. Los puestos de trabajo, por su parte, son 363 de los que un 38 % son ocupados por personas que viven en otras localidades y acuden diariamente a la localidad para trabajar.

### Nivel económico
La población en el total del municipio tiene un nivel económico inferior en comparación con el resto del país. Los ingresos medios anuales de los habitantes obligados a pagar impuestos son de 25 453 euros, un 24 % inferiores a la media de Alemania que se sitúa en 31 500 euros. La tasa media de impuestos que pagan es del 15,4 % mientras que la media nacional se sitúa en el 17,4 %.

## Turismo

### Elementos destacados

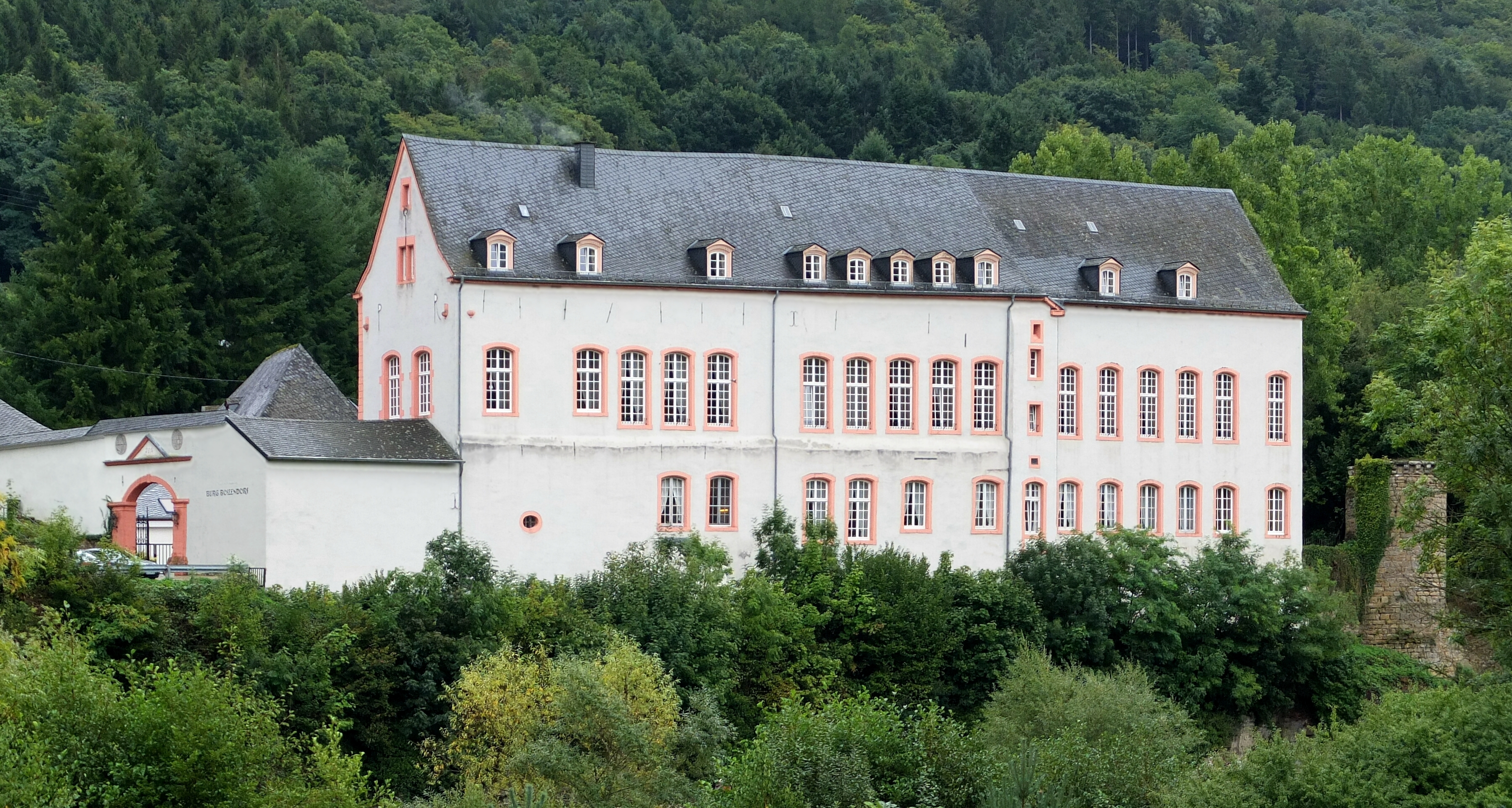
El denominado Schloss Bollendorf. Está catalogado como Denkmal (bien cultural) y es uno de las construcciones más notables en el municipio.

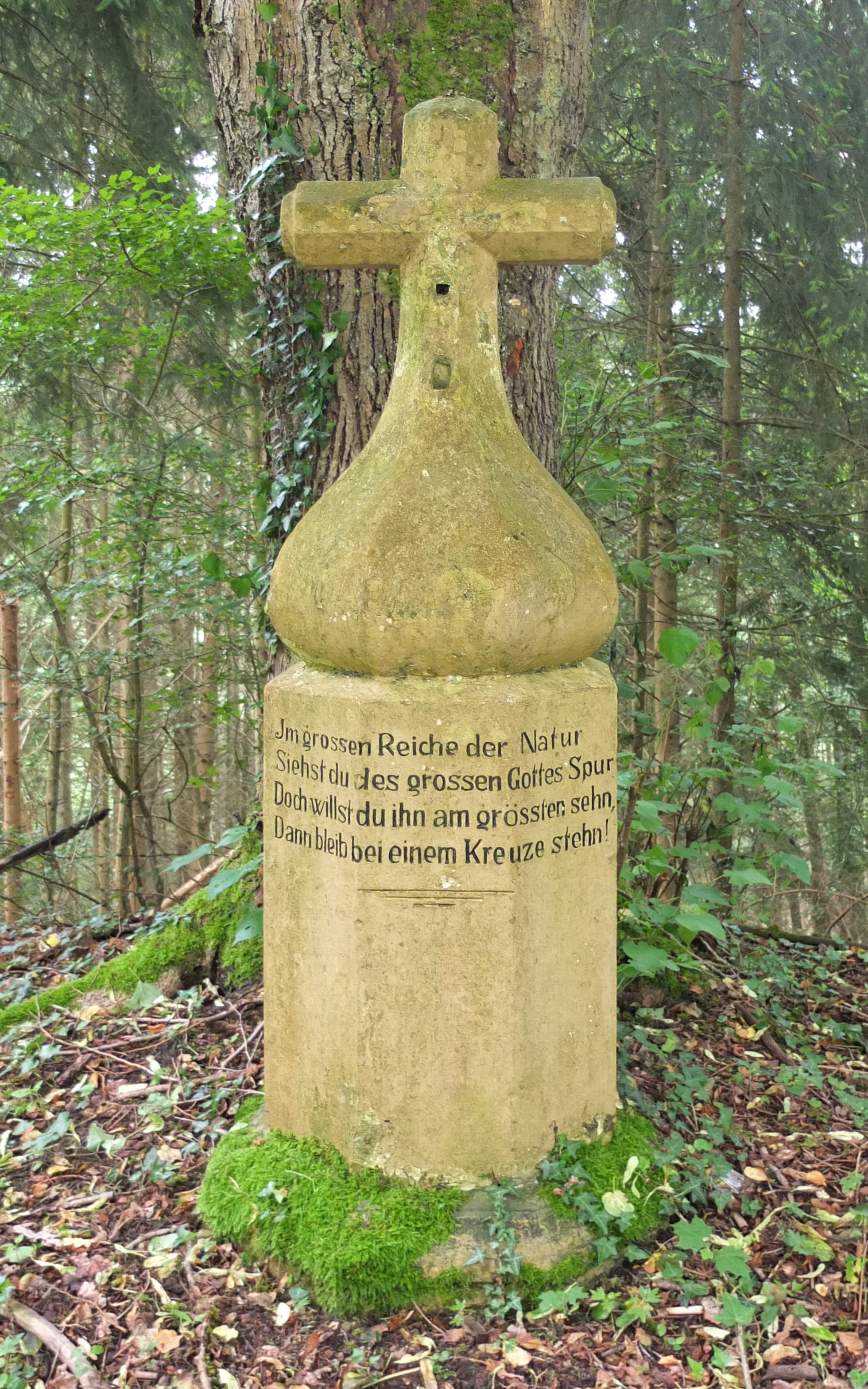
Una cruz del camino en los bosques de Bollendorf.

El municipio de Bollendorf cuenta con veinticinco edificios, instalaciones o elementos calificados como bien cultural o Denkmal por la «Dirección General de Herencia Cultural de Renania-Palatinado»:
a) Dentro del casco urbano:
Kirchstrasse: iglesia parroquial de St. Michael construida en 1836-38 así como su memorial a los muertos en la guerra construido en 1925. Grupo de cruces y nicho del siglo XIX.
Burgstrasse: el palacio Schloss Bollendorf y su área circundante. Molino de agua. Grupo de viviendas de los siglos XVIII y XIX.
An der Römischen Villa: los restos de una villa romana.
Bachstrasse: antigua fragua y edificio anexo, todo del siglo XVIII.
Brunnenstrasse: antigua granja del siglo XVIII.
Lindenstrasse: vivienda de 1803.
Neuerburger Strasse: vivienda de 1723.
Sauerstanden: dintel de 1813. Portal y ventanales del siglo XVIII.
b) Fuera del casco urbano:
Altar romano a la diosa Diana.
La granja Diesburger Hof.
Cementerio judío.
Capilla mariana construida en 1900 junto a la carretera a Wallendorf así como una cruz del camino junto a ella.
Palacio Schloss Weilerbach, antigua residencia de verano del abad de Echternach.
Menhir conocido como «roca del druida».
Cementerio romano.
La denominada Maria-Theresia-Stein, un antiguo mojón fronterizo.
Una roca de arenisca denominada «altar de sacrificios».
La denominada Schmittenkreuz.
Aparte de estos, tiene también otros elementos destacados: miradores con vistas notables  (Kreuzlay, Ossenlay, Sonnenlei, Teufelsloch); la iglesia evangélica; la parte de la meseta de Ferschweiler situada dentro del término; una roca tipo menhir utilizada como mojón fronterizo; capilla situada en Am Kahlweg; cruz en el lugar de Krezulay; restos de un corral de pesca en el río; columna mariana construida en 1959; la escuela construida en 1873; instalaciones de la línea Sigfrido.

### Atracciones

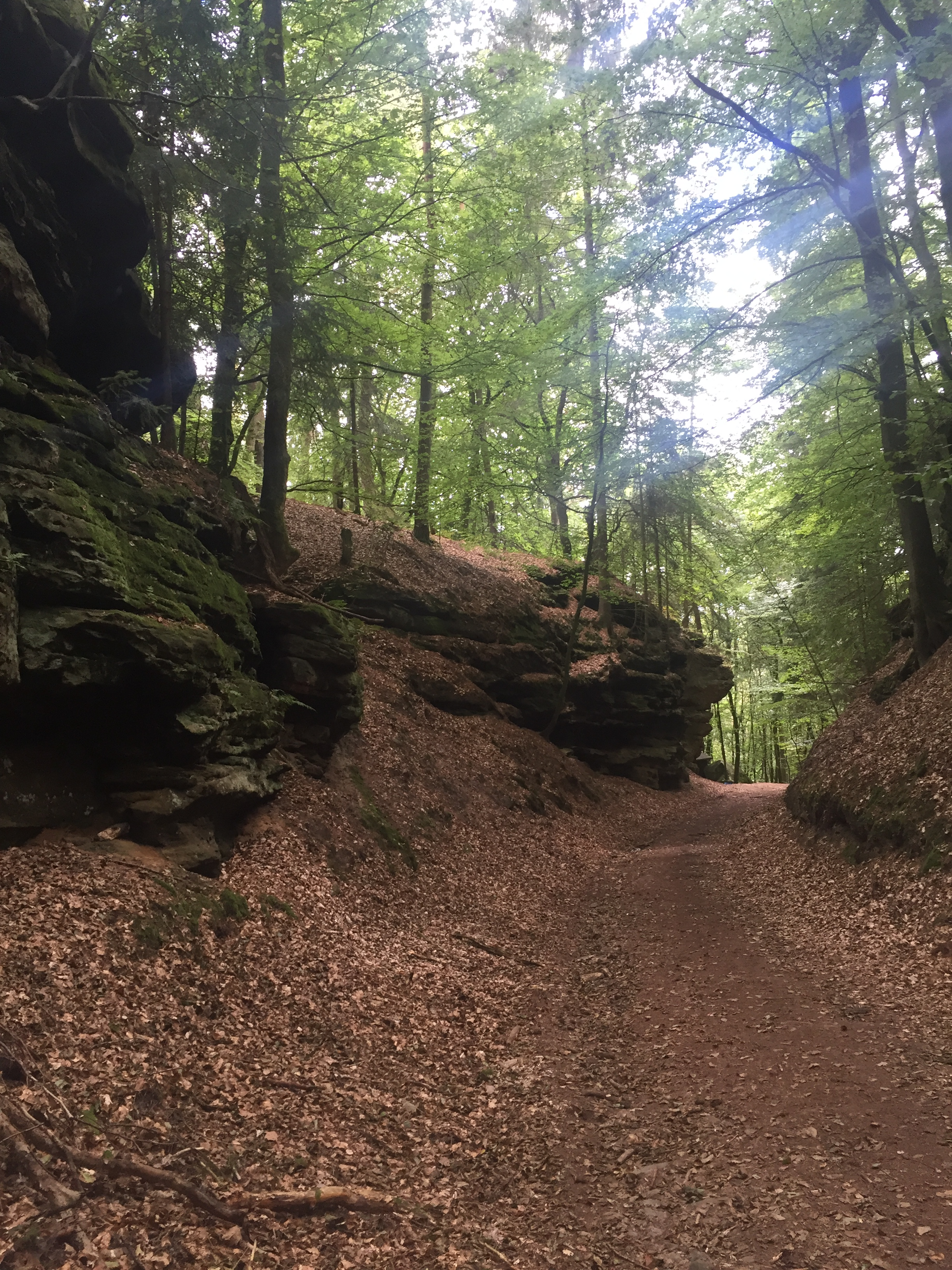
El camino de Matías cruzando formaciones rocosas de arenisca.

La oferta turística del municipio está bastante centrada en su entorno natural. Rutas ciclistas y senderistas recorren su término entre las que cabe destacar las que pasan por sus llamativas formaciones rocosas de arenisca, habituales en los bosques cercanos. Entre estas destaca el denominado Grüne Hölle, una garganta entre dos formaciones rocosas de este tipo. Se organizan excursiones temáticas tales como la Märchenpfad (senda de los cuentos) o la Teufelspfad (senda del diablo). Igualmente, varias rutas de senderismo de larga distancia cruzan por su territorio: dos rutas jacobeas (la que conduce desde Bonn hasta Schengen a través de Tréveris así como la que lleva desde Mettendorf hasta Konz) y el camino de Matías que desde Aquisgrán conduce hasta Tréveris. Para el ciclismo hay varias como el Zehn-Dörfer-eBike-Tour (giro de los diez pueblos). También el motociclismo tiene una ruta de 265 km que pasa por Bollendorf llamada Südeifel und Luxemburg.
Otro atractivo de la localidad es la navegación por el río con canoas. En este aspecto, existe la ruta Grenzerfahrung auf der Sauer (viaje por la frontera en el Sûre) que conduce desde Diekirch o Wallendorf hasta Echternach.

### Infraestructura
En su página web, el municipio incluye una relación de los establecimientos hoteleros disponibles. En el municipio existen 53 que ofrecen un total de 732 camas. En 2015 recibieron a 42 484 huéspedes que pasaron una media de 2 noches cada uno.
La tipología de los establecimientos es muy variada: hoteles, pensiones, granjas, casas de vacaciones y camping. En el ámbito hostelero, la localidad también cuenta con varios restaurantes y cafés.

## Otra bibliografía utilizada en el artículo
1. Bevölkerung und Haushalte (2011).  Statistischer Landesamt Rheiland-Pfalz, ed. Zensus 2011. Bevölkerung und Haushalte: Gemeinde Bollendorf (PDF) (en alemán). Consultado el 29 de enero de 2017.

- Datos: Q544146
- Multimedia: Bollendorf / Q544146